# Maori
Maori ili Māori polinezijski je narod s Novog Zelanda, etnolingvistički srodan Tahićanima i Havajcima, koji se na područje Južnog i Sjevernog otoka, doplovivši kanuima u nekoliko navrata, naselio između 9. i 13. stoljeća iz područja Polinezije. Prvi svoj sukob s Europljanima imaju već 1642. dolaskom Nizozemca Abela Tasmana, a u bici su ubijena četvorica pripadnika njegove družine. Godine 1769. britanski istraživač James Cook uspostavlja prijateljske odnose s Maorima. Od 1800.-tih posjete europskim brodova sve su učestalije. Dolaskom europskih naseljenika populacija Maora počinje opadati, i broj im je ratovima i uvezenim bolestima sveden na oko 100,000. Predstavnici maorskih poglavica i Britanaca sastaju se 1840. i potpisuju ugovor u Waitangiu po kojemu postaju britanski građani i priznaju im se prava na zemlju.
Novozelandskim popisom 2006. pod maorskim etničkim imenom izjasnilo se 565,329 osoba. 

## Ime
Riječ "Maori" nije etnonim u pravom smislu, i na maorskom jeziku označava nešto "prirodno" ili  "one koji se razlikuje od bogova ili duhova".

## Jezik
Maorski jezik ima nekoliko dijalekata. Srodan je tahićanskome, s kojim pripada polinezijskoj skupini malajsko-polinezijskih jezika i velikoj austronezijskoj porodici. Maorskim se služi između 50,000 i 70,000 Maora (1991 Fishman, p. 231) od populacije koja je iznosila oko 310,000.
Jezik māori ima 5 samoglasnika (vokala) a, e, i, o, u  (svaki sa svojom dužom verzijom ā, ē, ī, ō, ū) i 10 suglasnika (konsonanata) p, t, k, m, n, ng, wh, r, h, w. Riječi uvijek završavaju sa samoglasnikom. Vidi Māori Alphabet

## Plemena
Na Sjevernom otoku naseljeni su: Ngai te Rangi, Ngapuhi, Ngarauru, Ngati Apa, Ngati Awa, Ngati Hau, Ngati Haua, Ngati Kahu, Ngati Kahungunu, Ngati Mahuta, Ngati Maniapoto, Ngati Maru, Ngati Paoa, Ngati Porou, Ngati Ranginui, Ngati Raukawa, Ngati Ruanui, Ngati Tai, Ngati Tama, Ngati Tamatera, Ngati Toa, Ngati Tuwharetoa, Ngati Whanaunga, Ngati Whatua, Rangitane, Rongo Whakataa, Taranaki, Te Aitanga-a-Makahi, Te Arawa, Te Aupouri, Te Rarawa, Tuhoe, Waikato, Whakatohea i Whanau-a-Apanui.
Južni otok: Ngai Tahu (Ngāi Tahu), Ngati Mamoe, Poutini i Rangitane.

## Povijest
Maorske legende govore da su na Aotearou (Aotearoa; danas Novi Zeland) došli iz zemlje "Hawaiki" prije nekih 1000 godina. Aotearoa znači "zemlja dugog bijelog oblaka", vulkanski je bila aktivna a planinski vrhunci prekriveni snijegom. 
Postoji nekoliko teorija o njihovom porijeklu. Prema Maorima, Hawaii i Hawaiki nisu isto a nisu ni blizu jedna drugoj. U novu domovinu dolaze u valovima na kanuima:
- Aotea na Taranaki i Waikato. Plemena Ngā Rauru Kītahi i Ngāti Ruanui
- Arahura na South Island, pleme Ngāi Tahu.
- Āraiteuru, South Island, pleme Ngāi Tahu.
- Arautauta, Bay of Plenty, pleme Te Whakatōhea. Na njemu je putovao Tarawa s dva morska čudovišta Taniwha.
- Arawa, Bay of Plenty, East Coast, Waikato, plemena: Ngāti Tūwharetoa i Te Arawa
- Hīnakipākau-o-te-rupe, na Bay of Plenty. Na njemu su putovali Hoaki i Taukata, i donesli sušeni kūmara, ili slatki krumpir.
- Horouta, istočna obala, plemena: Ngāti Ruapani, Rongowhakaata, Te Aitanga-a-Hauiti, Te Aitanga-a-Māhaki.
- Kahutara, na Taranaki.
- Kāraerae, na South Island
- Kurahaupō, Northland, Taranaki, plemena: Ngati Apa, Ngāti Kurī, Ngati Ruanui
- Mahangaatuamatua, na Bay of Plenty
- Māhuhu-ki-te-rangi (ili Māhuhu), na Auckland i Northland, plemena: Ngāti Whātua
- Mānuka, South Island
- Māmari, Northland, plemena: Ngā Puhi, Te Aupōuri, Te Rarawa
- Mataatua, Bay of Plenty, Northland. Plemena: Ngā Puhi, Ngāi Te Rangi, Ngāti Awa, Ngāti Pūkenga, Te Whakatōhea
- Matahourua, brod junaka Kupe, koji je otkrio Aotearoa ili Novi Zeland
- Moekākara, Northland, pleme: Te Kawerau
- Motumotuahi, Taranaki, pleme Ngā Rauru (Ngā Rauru Kītahi)) ili Ngāti Ruanui
- Ngātokimatawhaorua, Northland, plemena:Ngā Puhi, Te Aupōuri, Te Rarawa
- Nuku-tai-memeha, East Coast, pleme Ngāti Porou
- Nukutere, Bay of Plenty, East Coast, plemena: 	Ngāti Porou i Te Whakatōhea
- Ōkoki, Taranaki
- Ōtūrereao, Bay of Plenty
- Pangatoru, Taranaki, plemena: Ngā Rauru ili Ngāti Ruanui
- Riukākara, Northland
- Ruakaramea, Northland
- Tahatuna, Taranaki
- Taikōria, Taranaki
- Tainui, Auckland, Bay of Plenty, Taranaki, Waikato. Plemena: Ngāti Maniapoto, Ngāti Maru, Ngāti Pāoa, Ngāti Rongoū, Ngāti Tamaterā i Ngāti Whanaunga
- Tākitimu, Bay of Plenty, East Coast, South Island. Plemena: Muriwhenua, Ngāti Kahungunu, Ngāti Ranginui, Ngāi Tahu
- Tauira, Bay of Plenty, Northland. Plemena: Te Whakatōhea, Te Whānau-a-Apanui
- Tāwhirirangi, Bay of Plenty, South Island
- Te Aratauwhāiti, Bay of Plenty
- Te Aratāwhao, Bay of Plenty
- Te Kōhatuwhenua, Taranaki, plemena Ngā Rauru ili Ngāti Ruanui
- Te Paepae-ki-Rarotonga, Bay of Plenty
- Te Rangimātoru, Bay of Plenty, pleemna: Ngāi Tūranga, Te Hapū-oneone
- Te Rangiuamutu (ili Tairea), Taranaki, plemena: Ngā Rauru ili Ngāti Ruanui
- Te Rīrino, Taranaki
- Te Wakaringaringa, Taranaki, plemena: Ngā Rauru ili Ngāti Ruanui
- Te Wakatūwhenua, Northland
- Tinana (ili Te Māmaru),Northland. Plemena:	Te Rarawa, Ngāti Kahu
- Tokomaru, Taranaki
- Tōtara-i-kāria 	Bay of Plenty
- Tūnui-ā-rangi, Auckland, Northland, pleme; Ngāi Tāhuhu
- Tūwhenua, Bay of Plenty
- Uruaokapuarangi (ili Uruao) na South Island
- Waipapa, Northland.

## Etnografija
U svojim prekooceanskim kanuima (waka hourua) Maori su prije kojih 1000 godina iz Hawaiki pradomovine stigli u novu domovinu Aotearoa. Ovaj narod svakako je posjedovao sofisticirana znanja o zvijezdama i morskim strujama pomoću kojih je prvi na Novi Zeland stigao Kupe. Njihova oralna kultura bogata brojnim pričama, legendama i pjesmama (waiata). Prije dolaska Pakeha (Novozelanđani europskog porijekla) tradicionalna umjetnost činili su drvorezbarstvo, tkanje, kapa haka predstave, Whaikōrero (formalni govor prilikom ceremonije dobrodošlice ili pōwhiri), i moko ili tetoviranje. Ratni ples haka koji su plesali prije ratnog juriša, besmrtnim je učinio novozelandski ragbi tim All Blacks. 
Tetoviranje se vršilo kod oba spola. Kod muškaraca tetoviralo se cijelo lice. Među ženama kod nekih plemena, ono se svodilo samo na području brade, gornje usne i nozdrva.
Kuhinja je tipična mnogim krajevima Oceanije. Hrana se priprema metodom hangi (vidi  Arhivirana inačica izvorne stranice od 16. kolovoza 2011. (Wayback Machine)), na način da se u zemlji iskopa rupa u koju se ubaci usijano kamenje na koje polažu hranu umotanu u lišće, napose dragušca ili potočarke (Nasturtium officinale), kako bi se spriječilo paljenje hrane. Sličnu metodu imaju i Fidžijci (vidi)
U prošlosti Maori su imali dva tipa naselja, to su utvrđena pa koji su se gradili po vršcima brda, zaštićena palisadama, jarcima i ratnim platformama. Kuće u pa neselju stisnute su jedna uz drugu. Neutvrđena kainga (vidi sliku[neaktivna poveznica]) sastoji se od nekoliko rasipanih kuća od kojih svaka ima zemnu peć hangi, kuhinjicu-kauta i jedno ili dva natkrivena spremište iskopana u zemlji. Maori žive od ribolova, uzgoja slatkog krumpira (Ipomoea batatas), taroa, jama i drugog. Sakupljanje također čini znatan dio njihove ekonomije, a najvažniji su školjkaši, bobice i korijenje. Oruđe se izrađivalo od kamena i drveta. Gotovo sva zemlja u vlasništvu je descentnih skupina, to jest nuklearnih obitelji, odnosno plemena. Nuklearna ili proširena obitelj (whanau) zadržava pravo na specifičnim izvorima hrane i parcelama zemljišta koje se mogu prenijeti na djecu članova whanaua. Ova prava mogu se proširiti na ne-članova jedino uz dozvolu cijelog plemena. 
Pleme kod Maora je iwi, i ono je najveća društvana skupina, politički nezavisna jedinica s vlastitim teritorijem. Iwija ima oko 50, a podijeljeni su na hapue podplemena, koji također imaju svoj teritorij a njegovi članovi su bilateralni potomci nekog pretka. Hapu je stoga značajniji od iwija, a kroz bilateralno računanje, s patrilinearnom emfazom, često je mogao biti član više od jednog hapua (posebno poglavarske obitelji). Hapu ima jednu ili dvije zajednice a njegovi članovi žive zajedno sa svojim robovima i bračnim partnerima. Maorska mladež uživa u predmaritalnoj seksualnoj slobodi, i u brak ulaze s bogatim seksualnim iskustvom. 
Terminologija sistema srodstva havajskog je tipa. Ženidba se vrši unutar istog iwija, ili istoga hapua, brak je uglavnom monogaman, ali poglavice si uzimaju po nekoliko žena. Rastave su uobičajene, stanište fleksibilno, ali često patrilokalno. Prenapučenost kontroliraju abortusom, infanticidom i postpartumnim seksualnim apsinencijama koje traje kroz rijeme babinja. 
Whaunau, koji je često proširena obitelj, temeljna je jedinica Maori-društva. Sastoji se od kaumatua (glave obitelji), njegove žene ili žena, njihove neoženjene djece i njihovih oženjenih sinova s njihovom djecom. Mnoga ovakva domaćinstva imaju i svoje robove.
 'Socijalna organizacija' 
Dok je iwi fiksan u svom brojnom stanju i sastavu, dotle tapu nastaje kroz fiziju. Kada hapu postane prevelik u broju svojih članova, neki od njih će se odvojiti i utemeljiti novi hapu pod vodstvom jednoga od poglavičinih sinova ili mlađe braće. Plemena čiji su preci došli na Novi Zeland u istom kanuu čine waku (waka =kanu), to jest konfederaciju čija je dužnost da pomažu jedni drugima. postoje 3 socijalne klase. Članovi dviju viših su slobodni ljudi s aristokracijom rangatira (poglavicama). Robovi-taure-kareka su porijeklom od ratnih zarobljenika.
 'Politička organizacija' 
Svaki hapu ima poglavicu iz rangatire. Rangatira najstarijeg hapua je ariki, vrhovni poglavica plemena. Pleme ili iwi je najviša politička jedinica maorskog društva a njegov pogalvica upravlja ekonomskim projektima. Glave domaćinstava ili kaumatua kao grupa čine runanga ili vijeće zajednice. Konflokti između raznih hapua, ili među iwijima uobičajeni su i često završavaju ratom. Pobjeđeni su su najčešće zarobljeni, ubijeni ili pojedeni.

## Vanjske poveznice
- Maoritanga
- Maori Culture
- The Maori People of Aotearoa New Zealand